# بولا أوليكسارك
بولا أوليكسارك (بالإسبانية: Pola Oloixarac) (وُلدت باسمِ باولا كاراتشولو ) هي كاتبة وصحفيّة ومُترجمة أرجنتينية.

## السيرة الذاتيّة
اختيرت بولا أوليكسارك في عام 2010 من قبلِ مجلّة جرانتا البريطانيّة كواحدةٍ من أفضل الروائيين الصاعدين الذين يكتبون بالإسبانية. دُعيت في نفسِ العام للمشاركة في برنامج الكتابة الدولي بجامعة أيوا؛ كما نالت جائزةً أدبيةً من الصندوق الوطني للفنون (بالإسبانية: Fondo Nacional de las Artes). درست بولا الفلسفة في جامعة بوينس آيرس؛ وساهمت بعددٍ من المقالات لمجموعةٍ من الجرائد بما في ذلك نيويورك تايمز، ذا تلغراف، رولينج ستون، فولها دي ساو باولو؛ ريفيستا كلارين، إتيكيتا نيجرا كويمارا، براندو، أمريكا إكونوميا ووسائل إعلامٍ أخرى.
زادت شهرةُ بولا أوليكسارك بعد نشرها لروايتها الأولى نظرياتٌ متوحشةٌ (بالإسبانية: Las teorías salvajes) عام 2008 وهي الرواية التي تُرجمت إلى كلٍ من الفرنسية والهولندية والفنلندية والإيطالية والبرتغالية، وأثارت جدلاً نقديًا وثقافيًا فور صدورها؛ وقد دافعت أوليكساراك عن نفسها بالقول: «لقد أثارَ كتابي عنفًا لفظيًا وضجةً جنسانيةً على وجه التحديد لأنه لم يتعامل مع القضايا المرتبطة تقليديًا بأدب المرأة؛ ولكنه يحتوي بدلاً من ذلك على نقدٍ اجتماعي ذكي وساخرٍ على حد سواء والتي هي على ما يبدو سماتٌ محفوظة فقط للرجال!» دُعيت أوليكسارك لتقديم عملها ووجهات نظرها حول الأدبِ في منتديات وجامعات دولية مختلفة مثل ستانفورد وهارفارد وكورنيل ودارتماوث وجامعة تورنتو وجامعة فلوريدا وجمعية الأمريكيتين ومهرجانات أدبية عديدة بما في ذلك مهرجان جايبور للأدب، معرض ميامي للكتاب، مارثون الكلمات في تولوز وغيرهم. الجديرُ بالذكرِ هنا أنَّ بولا أوليكسارك هي مؤسِّسةُ مجلة ذي بوينس آيرس ريفيو (بالإنجليزية: The buenos Aires Review) وهي مجلةٌ ثنائيةُ اللغة تهتمُّ بعرضِ الأدب المعاصر في الأمريكيتين.

## قائمة أعمالها

### الأعمال الأصلية
- نظرياتٌ متوحشةٌ (بالإسبانية: Las teorías salvajes) عن دار ألفا دِكاي في بوينس آيرس عام 2014
- الأبراجُ المظلمةُ (بالإسبانية: Las constelaciones oscuras) عن راندوم هاوس في بوينس آيرس عام 2015
- منى (بالإسبانية: Mona) عن راندوم هاوس في بوينس آيرس عام 2019

### الأعمال المُترجَمة
- نظرياتٌ متوحشةٌ (بالإنجليزية: Savage Theories) بمساعدةٍ من الكاتب والمترجم الأمريكي روي كيسي؛ وعن سوهو برس في نيويورك عام 2017

- الأبراجُ المظلمةُ (بالإنجليزية: Dark Constellations) بمساعدةٍ من روي كيسي؛ وعن سوهو برس في نيويورك عام 2019